# Constantin Codrescu
Constantin Codrescu (n. 5 septembrie 1931, Huși – d. 13 noiembrie 2022, București) a fost un actor român de teatru și televiziune. Dintre rolurile memorabile pot fi amintite cel din filmul La moara cu noroc și cel al lui Hamlet, din capodopera lui Shakespeare, jucată în versiune radiofonică la Radio România.:p. 200

## Biografie
În 1951 a absolvit Institutul de teatru din București. Între 1976 - 1989 a fost profesor la Institutul de teatru din Târgu-Mureș. Constantin Codrescu a fost cetățean de onoare al acestui municipiu. 
Școli, cursuri:  
1951 - Institutul de teatru și film, București.  
Importantă activitate teatrală și multiple apariții la televiziune cu precădere până în 1989. Colaborator permanent al redacției Teatru la Radio România, timp de 45 de ani.
Translează de pe scenă în film un patetism cu note emfatice ce pune în vedetă personajele de plan doi pe care le interpretează.
Un rol principal de referință: GHIȚĂ, din "La moara cu noroc" (după nuvela omonimă a lui Ioan Slavici), film regizat de Victor Iliu.
- 1976 - 1989 Activitate didactică universitară la Institutul de Teatru din Târgu Mureș unde a participat la înființarea secției române, apoi director al Teatrului Maria Filotti din Brăila și al Teatrului din Sfântu Gheorghe (județul Covasna), unde de asemenea s-a dovedit a fi fost un pionier al teatrului românesc.
- Din 1996, profesor universitar la Facultatea de Teatru a Universității Ecologice, iar din 2003, profesor universitar la Facultatea de Teatru a Universității Spiru Haret. În ambele poziții colaborează îndeaproape cu Vlad Rădescu, prietenie profesională care a debutat la Târgu Mureș în 1978 cu spectacolul de teatru "Omul care aduce ploaia" de Richard Nash și a continuat cu rolurile Piotr (C. Codrescu) și Alioșa Karamazov (V. Rădescu) din "Frații Karamazov" după F.M. Dostoievski, premieră regizată în 1980 de chiar maestrul Constantin Codrescu .
- A mai montat ca regizor multe spectacole în teatrele din țară (după plecarea de la Teatrul Mic din 1976, în timpul directoratului lui Dinu Săraru), evitând astfel scenele bucureștene.
- În 2008, ca actor de teatru, colaborează cu Teatrul G. Ciprian din Buzău, unde interpretează rolul principal din "Inimă de boxer", alături de mult mai tânărul Dan Bordeianu, spectacol în regia lui Mihai Manolescu.

## Distincții
- Ordinul Muncii clasa a III-a (26 august 1954) „pentru merite deosebite în realizarea filmelor «Nepoții Gornistului» și «Răsare soarele» (Nepoții Gornistului seria a II-a)”[9]
- Ordinul Meritul Cultural clasa a IV-a (6 noiembrie 1967) „pentru merite deosebite în domeniul artei dramatice”[10]

A primit totodată Premiul UNITER pentru întreaga activitate.
La 25 martie 2013, în cadrul celei de-a șaptea ediții a Galei Premiilor Gopo, i-a fost decernat Premiul pentru întreaga activitate.
În 2022 a fost distins cu Ordinul național „Steaua României”, în grad de Cavaler, acordat de Președintele României la propunerea Ministerului Culturii.

## Filmografie
- Nepoții gornistului (1953)
- Răsare soarele (1954) ca Ilies

Alături de Marga Barbu în Nepoții gornistului (1953)

- La „Moara cu noroc” (1957) - Ghiță
- Mîndrie (1961)
- Puștiul (1962)
- Partea ta de vină... (1963)
- Străinul (1964)
- De-aș fi... Harap Alb (1965)
- Răscoala (1966)
- Zodia Fecioarei (1967)
- Subteranul (1967)
- Mihai Viteazul (1971)
- Haiducii lui Șaptecai (1971)
- Zestrea domniței Ralu (1971)
- Săptămîna nebunilor (1971)
- De bună voie și nesilit de nimeni (1973)
- Constantin Brâncoveanu (1974)
- Evadarea (1975)
- Mastodontul (1975)
- Cercul magic (1975)
- Bunicul și doi delincvenți minori (1976)
- Trei zile și trei nopți (1976)
- Roșcovanul (1976)
- Războiul independenței (Serial TV) (1977)
- Pentru patrie (1978)
- Vlad Țepeș (1979)
- Speranța (1979)
- Lumini și umbre (1979)
- Bietul Ioanide (1980)
- La răscrucea marilor furtuni (1980)
- Capcana mercenarilor (1981)
- Trandafirul galben (1982)
- Sezonul pescărușilor (1984)
- Masca de argint (1985)
- Bătălia din umbră (1985)
- Colierul de turcoaze (1986)
- Un oaspete la cină (1986)
- Pistruiatul (Evadatul) (1986)
- Pădurea de fagi (1987)
- Totul se plătește (1987)
- Martori dispăruți (1988)
- Lacrima cerului (1989)
- Enigmele se explică în zori (1989)
- Doi haiduci și o crâșmăriță (1993)
- Ochii care nu se văd (1994) - pictorul Petrișan
- Terente, regele bălților (1995)
- Trenul vieții (1998)
- Ciocârlia (2002)
- Magnatul (2004)
- Vocea inimii (2006) - Gheorghe Popovici
- Marea Aventură Lego- Vitruvius (voce, versiunea română) (2014)